# マウリッツハイス美術館
マウリッツハイス美術館（オランダ語：Mauritshuis）は、オランダ南ホラント州デン・ハーグにある美術館。正式名称はマウリッツハウス王立美術館（オランダ語: Koninklijk Kabinet van Schilderijen Mauritshuis、英語: The Royal Picture Gallery Mauritshuis (Maurice House)) 
であるが、単にマウリッツハウスと呼称されることが多い。日本ではマウリッツハウス美術館と呼ばれ、またマウリッツハイスの表記も用いられる。

## 概要
マウリッツハウスの建物は、17世紀半ば、ヤーコプ・ファン・カンペンの設計で建てられたもので、オランダ古典様式建築の代表作とされる。館名はここに住んだナッサウ＝ジーゲン侯ヨハン・マウリッツ（1604年 - 1679年）にちなむ。ヨハン・マウリッツは、代々オランダ総督を務めてのちに王家となったオラニエ＝ナッサウ家の傍系で、当時植民地であったオランダ領ブラジルの総督を務めた人物である（オラニエ公マウリッツとは別人）。1704年の火災で内装を焼失したが、外観はほぼ建設当時の面影を残しているといわれる。
コレクションはオランダ総督ウィレム5世と、その子のオランダ初代国王ウィレム1世の収集が中核となっている。王立美術館として開館したのはウィレム1世の時代、1822年である。美術館の規模はさほど大きくないが、オランダ絵画をはじめ珠玉の名品を収蔵することで知られる。中でも世界に三十数点しかないフェルメールの作品のうち3点がここにあることが注目される。

### 拡張工事
2007年に拡張が発表された。2010年6月22日に建築家ハンス・ファン・ヘーウェイクによるプライマリー・デザインが発表され、同年12月最終ドラフトが完成した。計画では隣接する建物と地下で接続し、美術館のスペースは倍増する。2012年4月より美術館本体の工事が始まり閉館、2014年6月に再開館した。工事期間中、コレクションの一部はデン・ハーグ市立美術館に展示され、一部は他の美術館へ貸し出された。

## 主な収蔵品

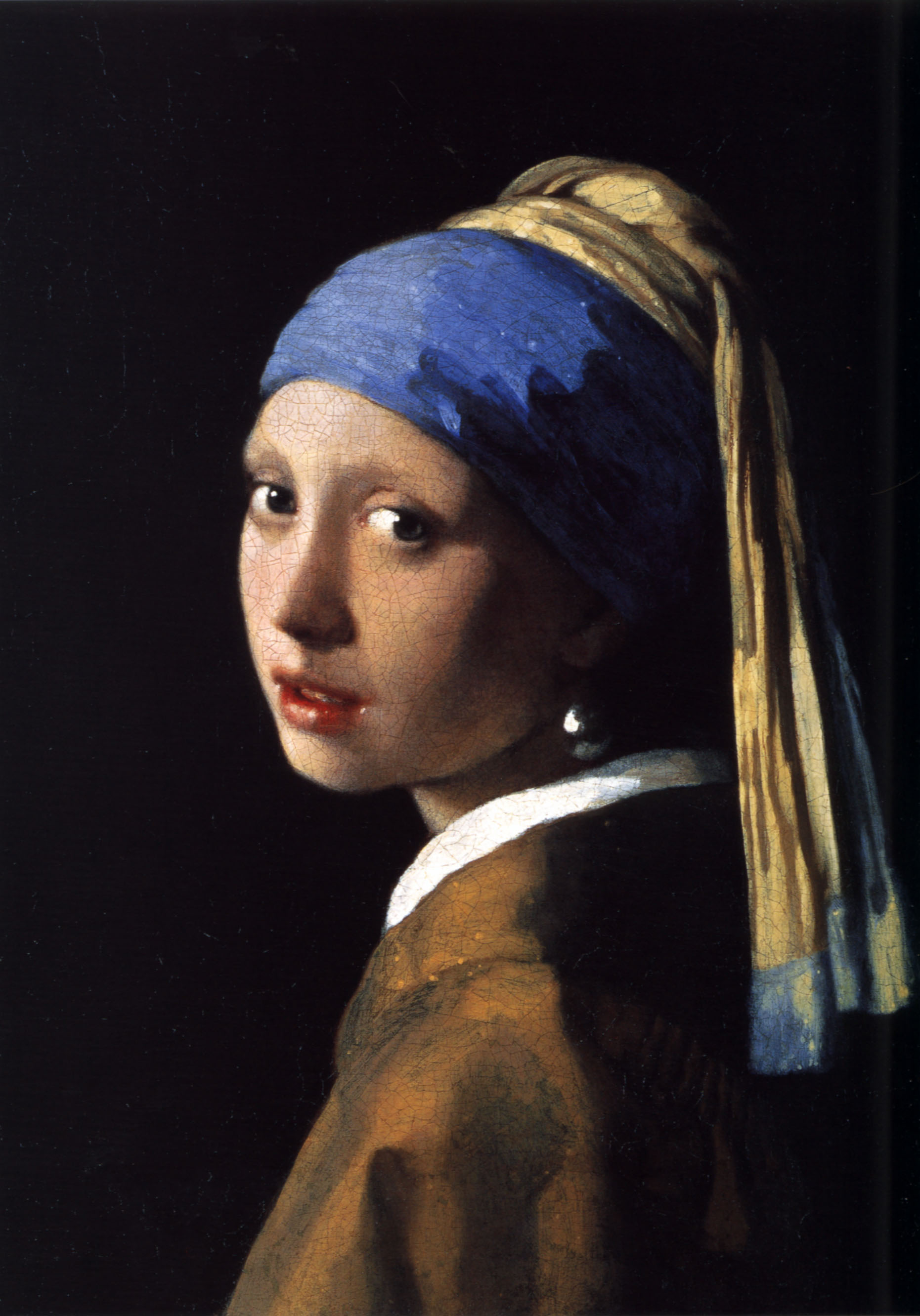
フェルメール『真珠の耳飾の少女』

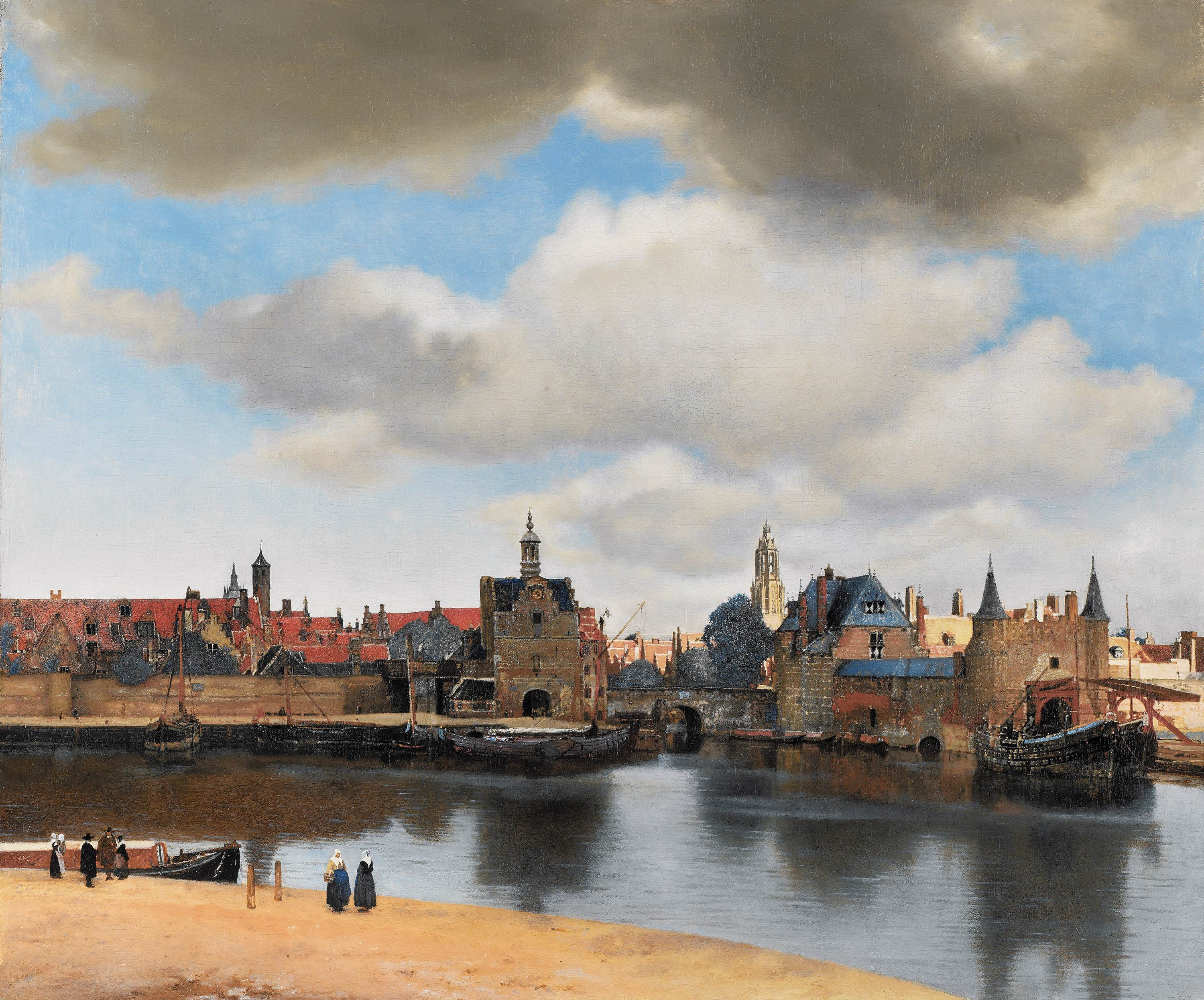
フェルメール『デルフトの眺望』

- レンブラント『テュルプ博士の解剖学講義』（1632年）、『自画像』（1669年）他
- フェルメール『デルフトの眺望』（1660 - 1661年頃）- プルーストの『失われた時を求めて』に重要なモチーフとして登場する絵画である。『真珠の耳飾りの少女（青いターバンの少女）』（1665年頃）[11] - この絵をモチーフにしたトレイシー・シュヴァリエの小説（のちに映画化）で一躍有名になった作品。
- ヤン・ステーン『牡蠣を食べる少女』（1658年-1660年頃）、『親に倣って子も歌う』（1668年-1670年頃）
- ヘンドリック・アーフェルカンプ『氷上の遊び』（1610年頃）
- アドリアーン・コールテ『苺のある静物』（1705年）
- ユディト・レイステル『誘い』（1631年）
- パウルス・ポッテル『若い牡牛』（1647年）
- フランス・ファン・ミーリス『売春宿の場面』（1658年頃）

### ギャラリー
Category:マウリッツハイス美術館の所蔵品も参照

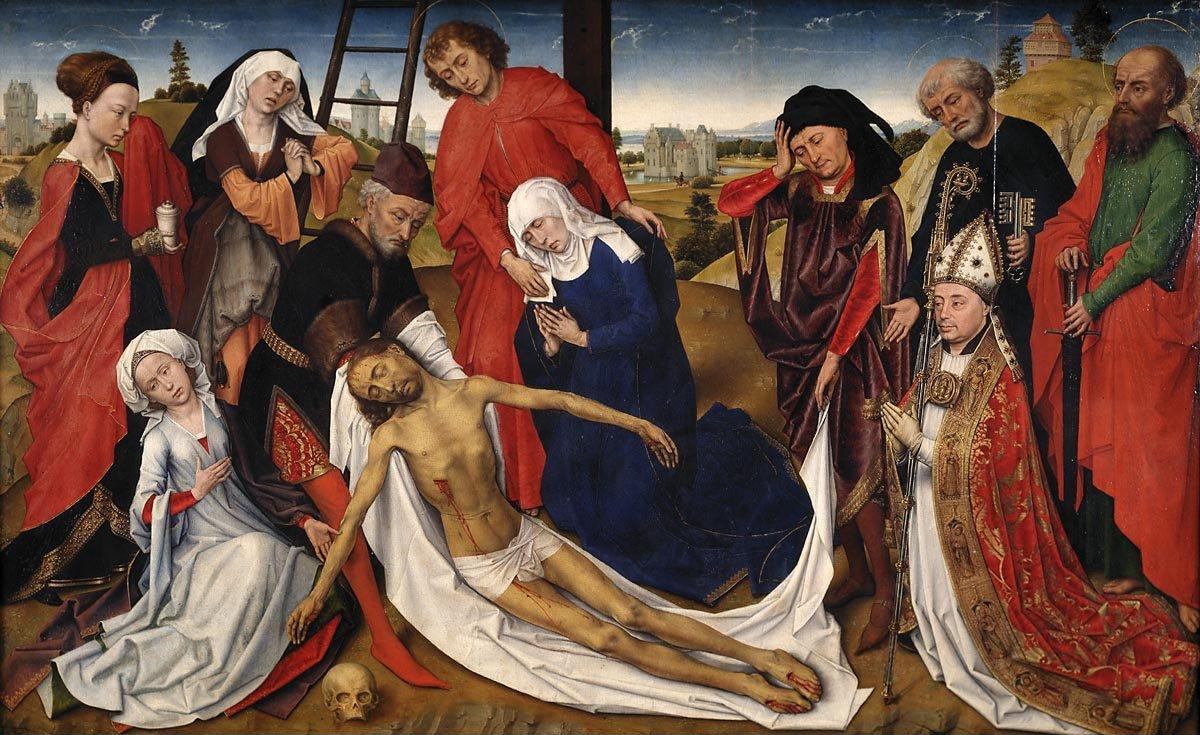
ロヒール・ファン・デル・ウェイデンと工房『キリスト哀悼』1460年頃
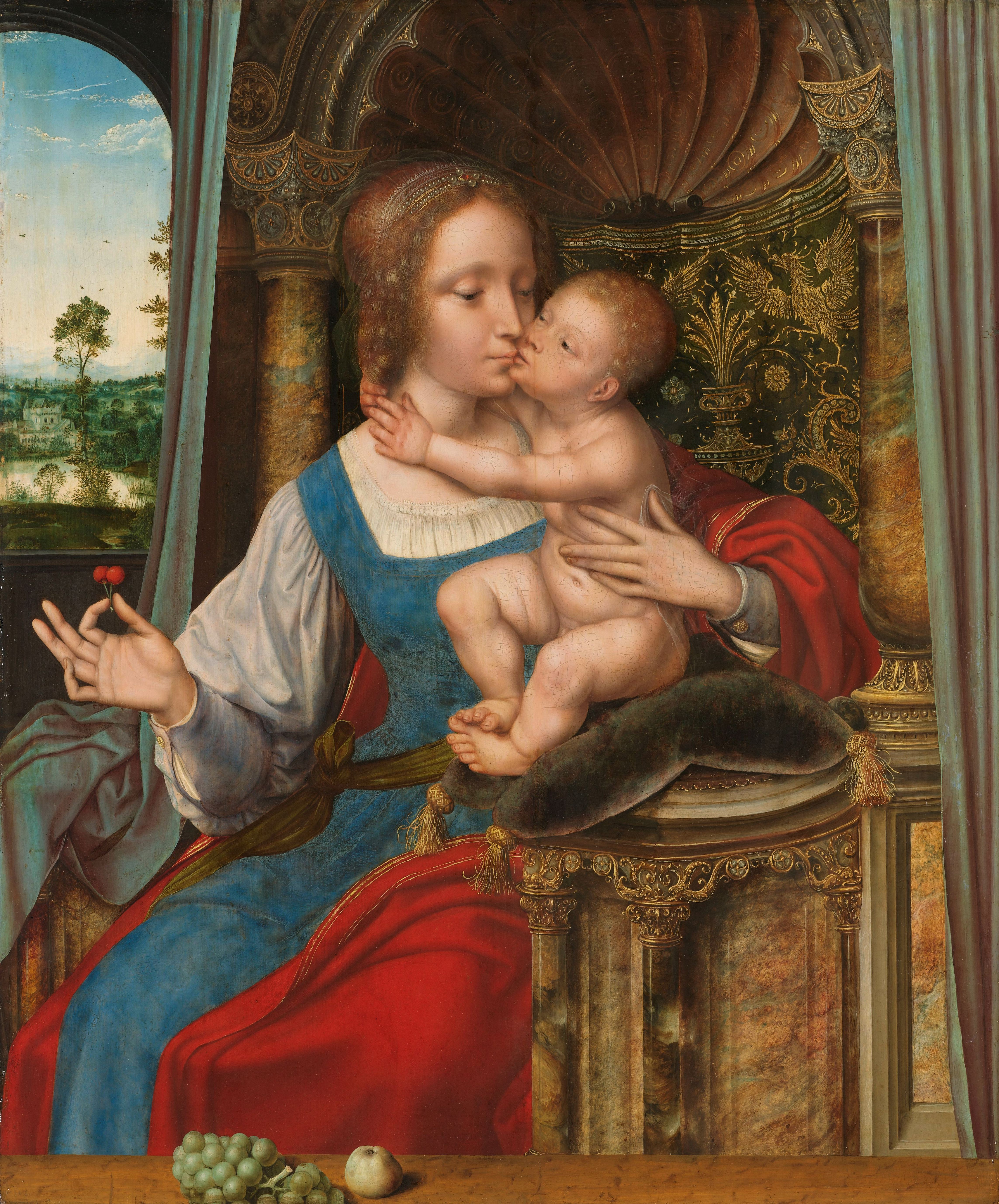
クエンティン・マサイス『聖母子』1525年-1530年頃
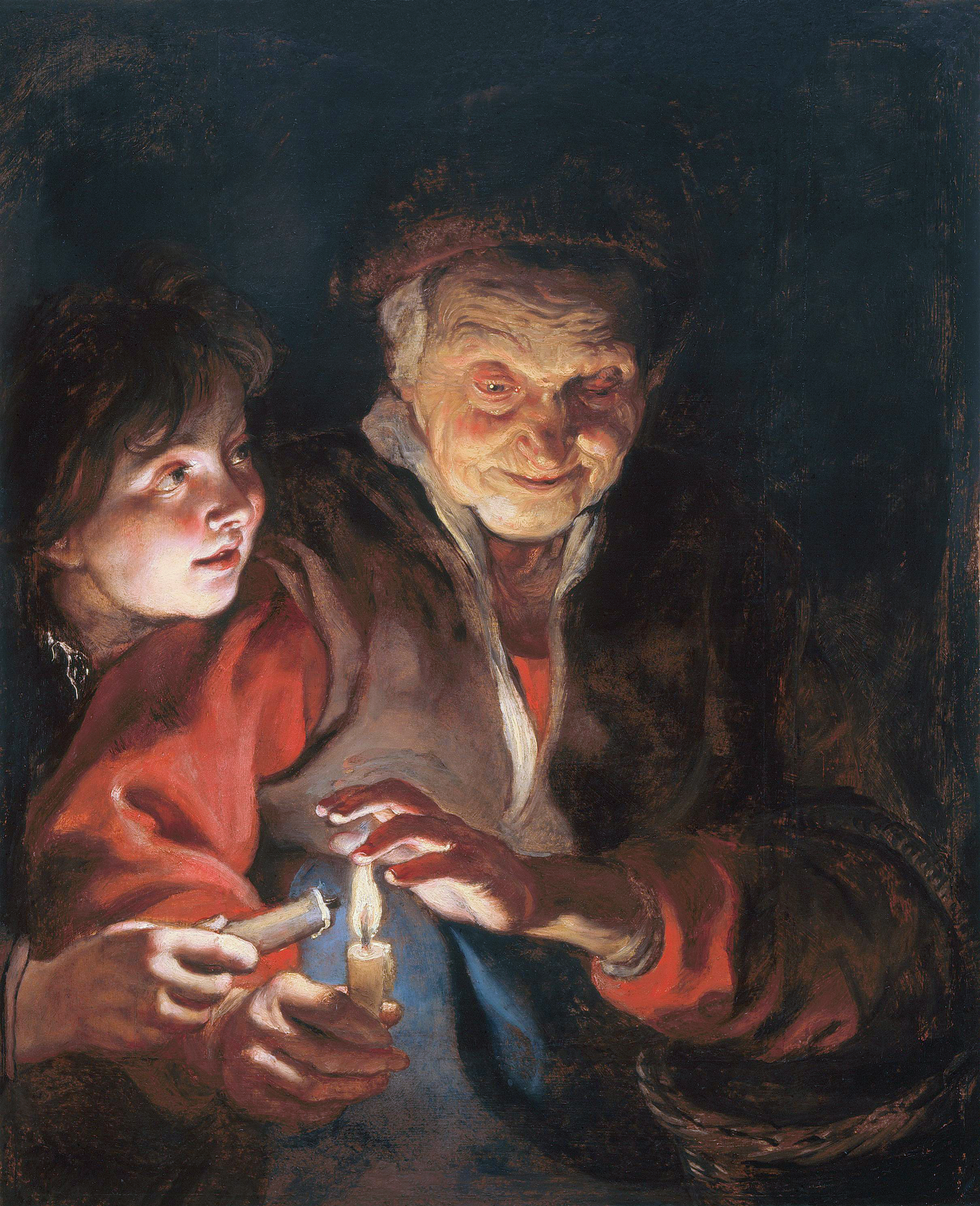
ピーテル・パウル・ルーベンス『ろうそくを持つ老婆と少年』1616年と1617年の間
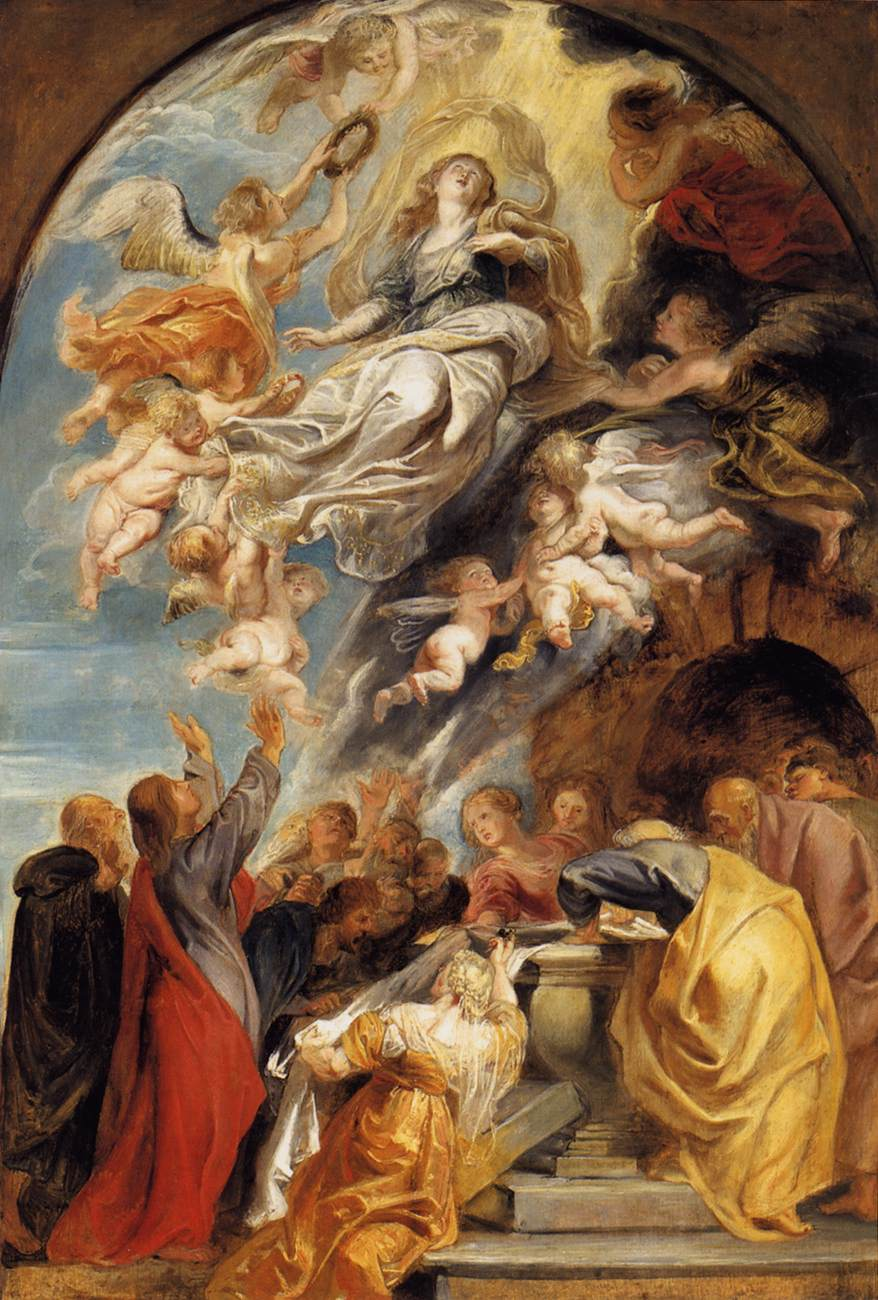
ピーテル・パウル・ルーベンス『聖母被昇天』の下絵 1622年-1625年頃
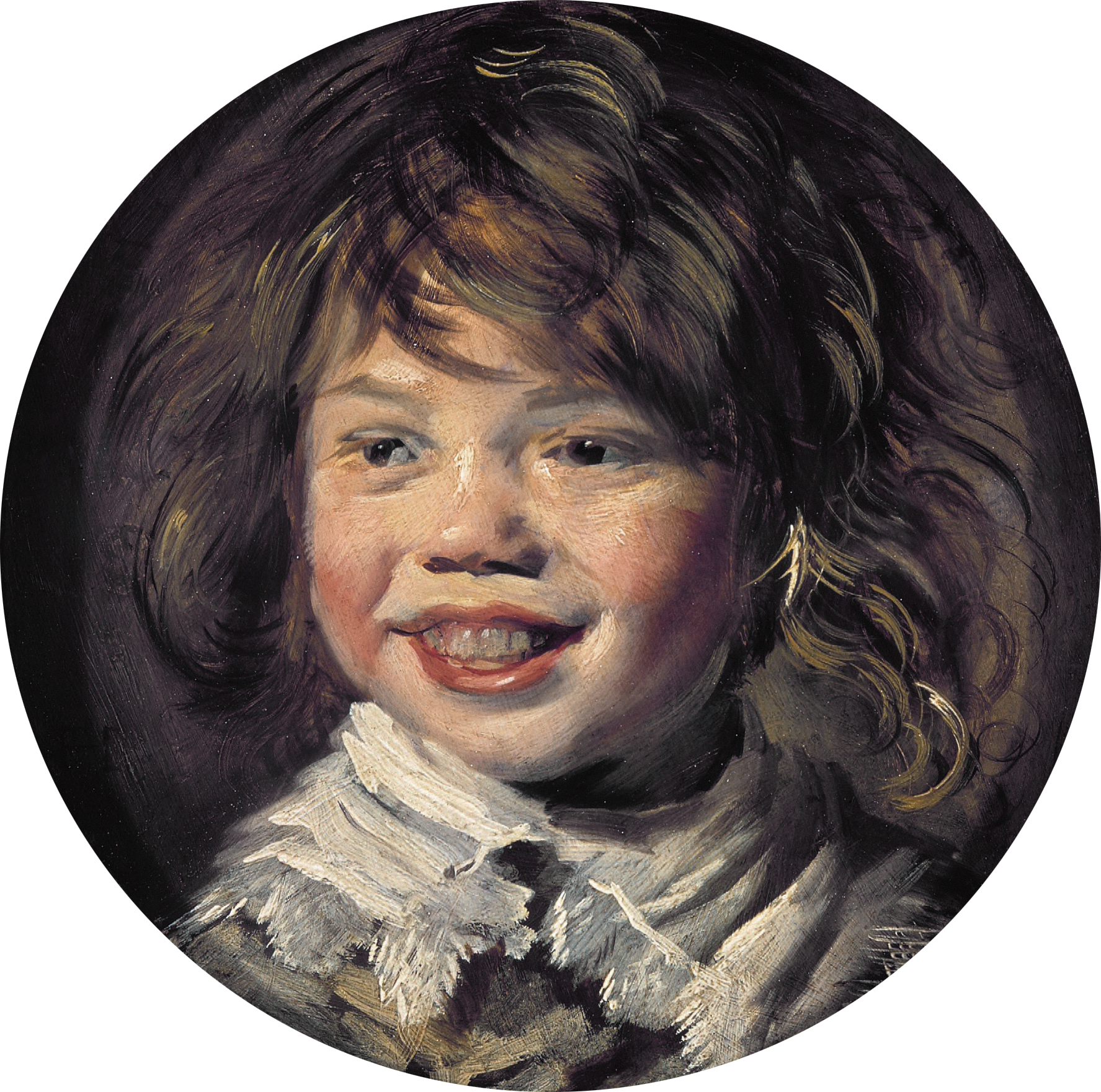
フランス・ハルス『笑う少年』1625年頃
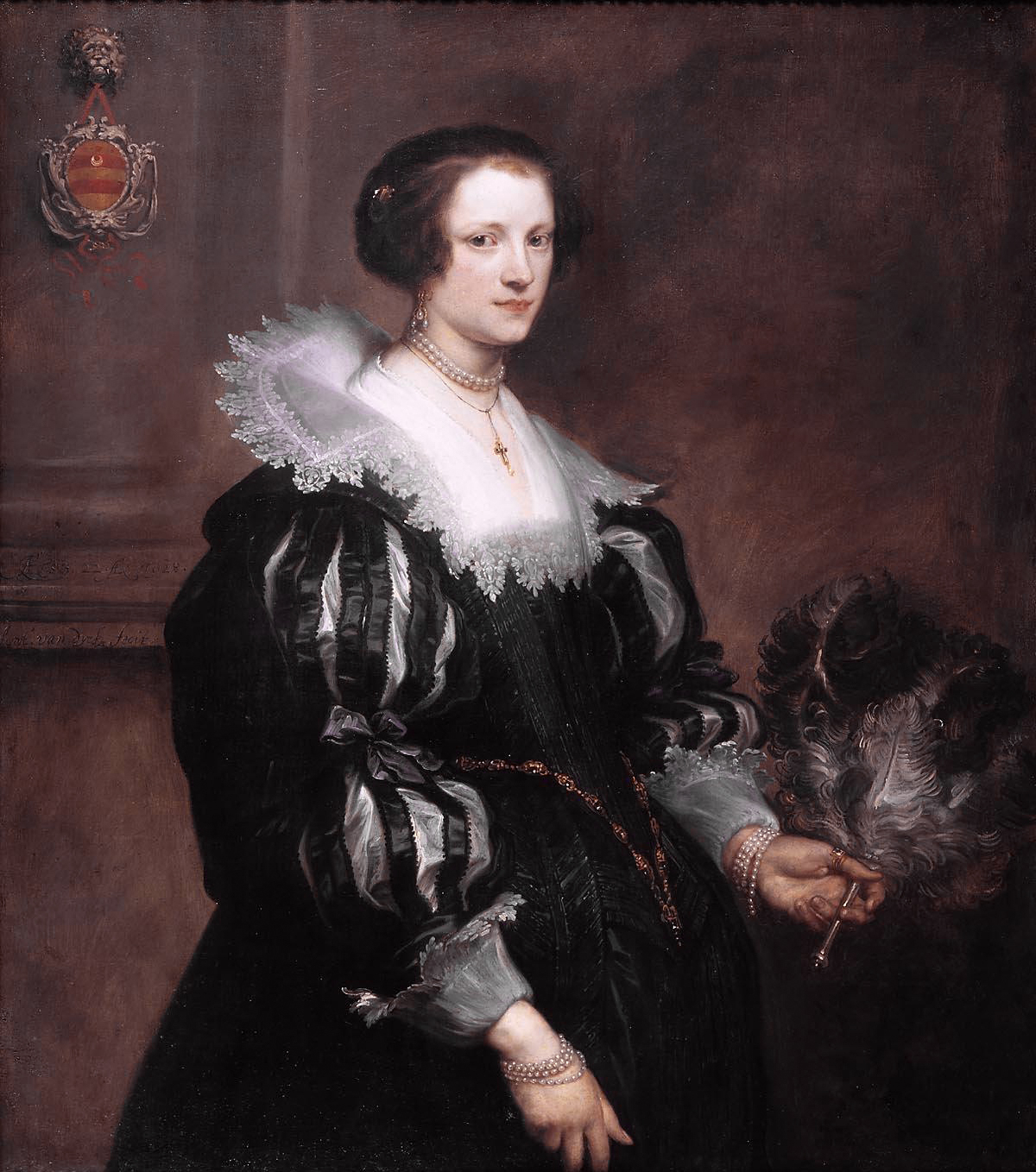
アンソニー・ヴァン・ダイク『アンナ・ウェイクの肖像』1628年
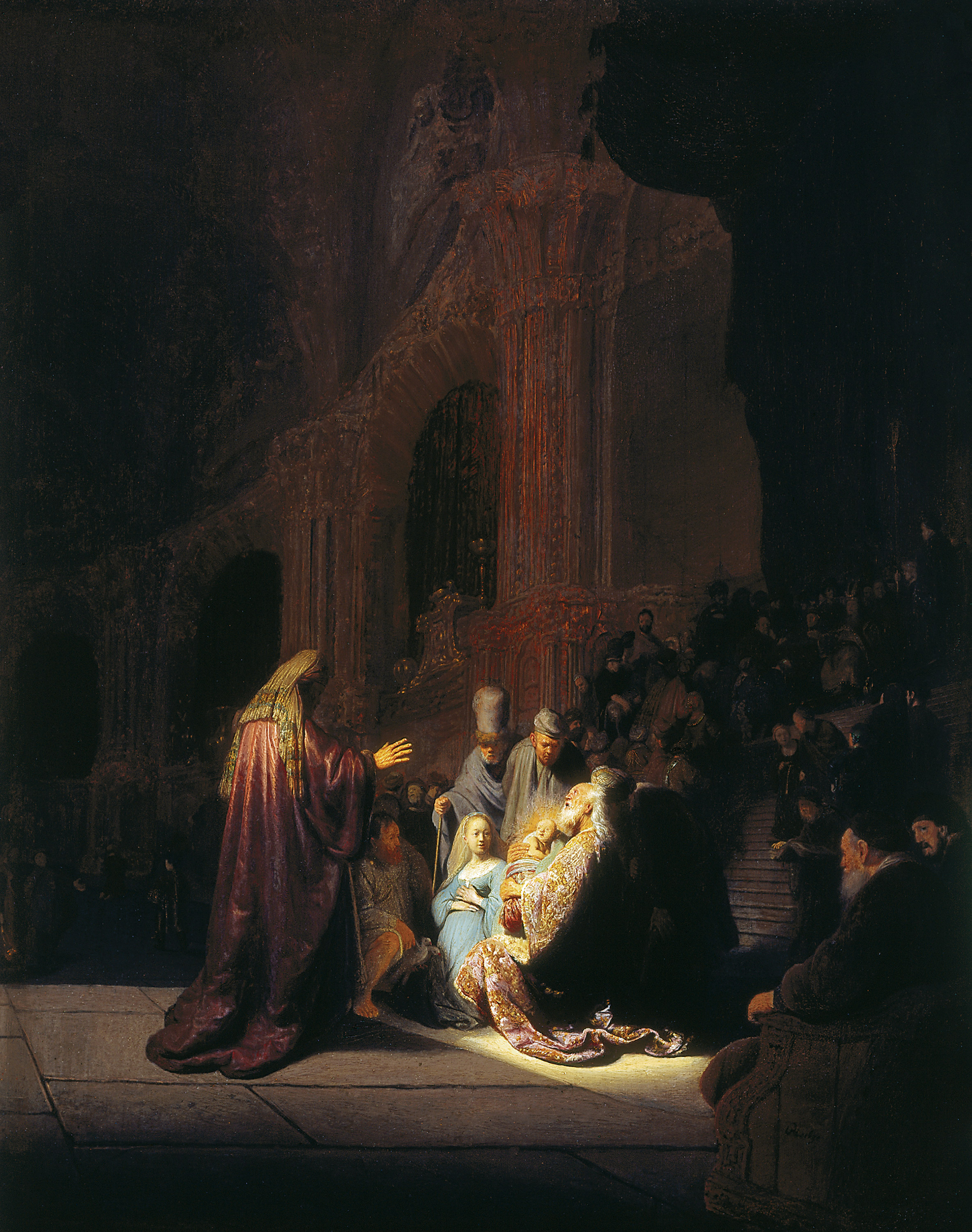
レンブラント・ファン・レイン『シメオンの賛歌』1631年
レンブラント・ファン・レイン『テュルプ博士の解剖学講義』1632年
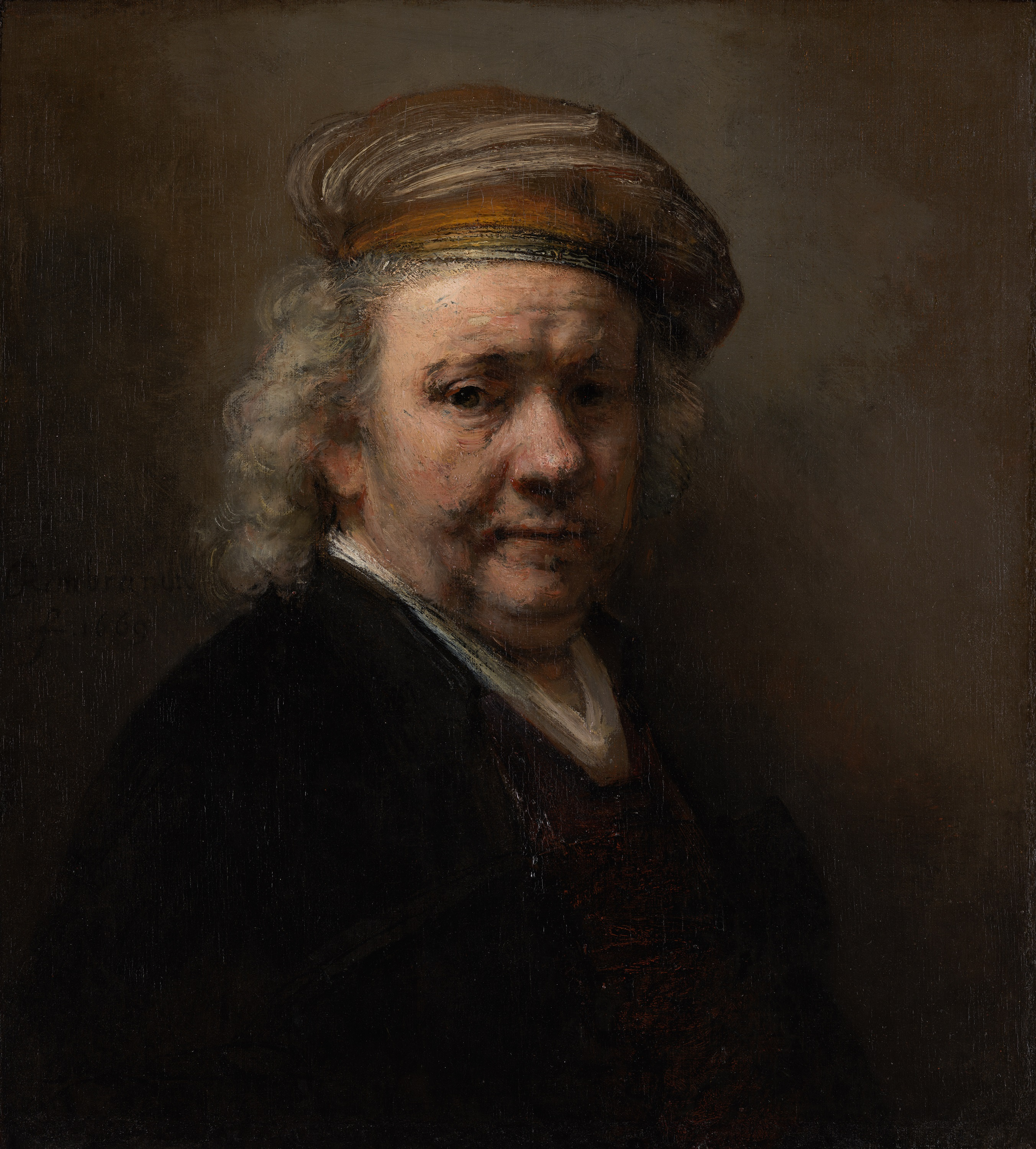
レンブラント・ファン・レイン『自画像』1669年
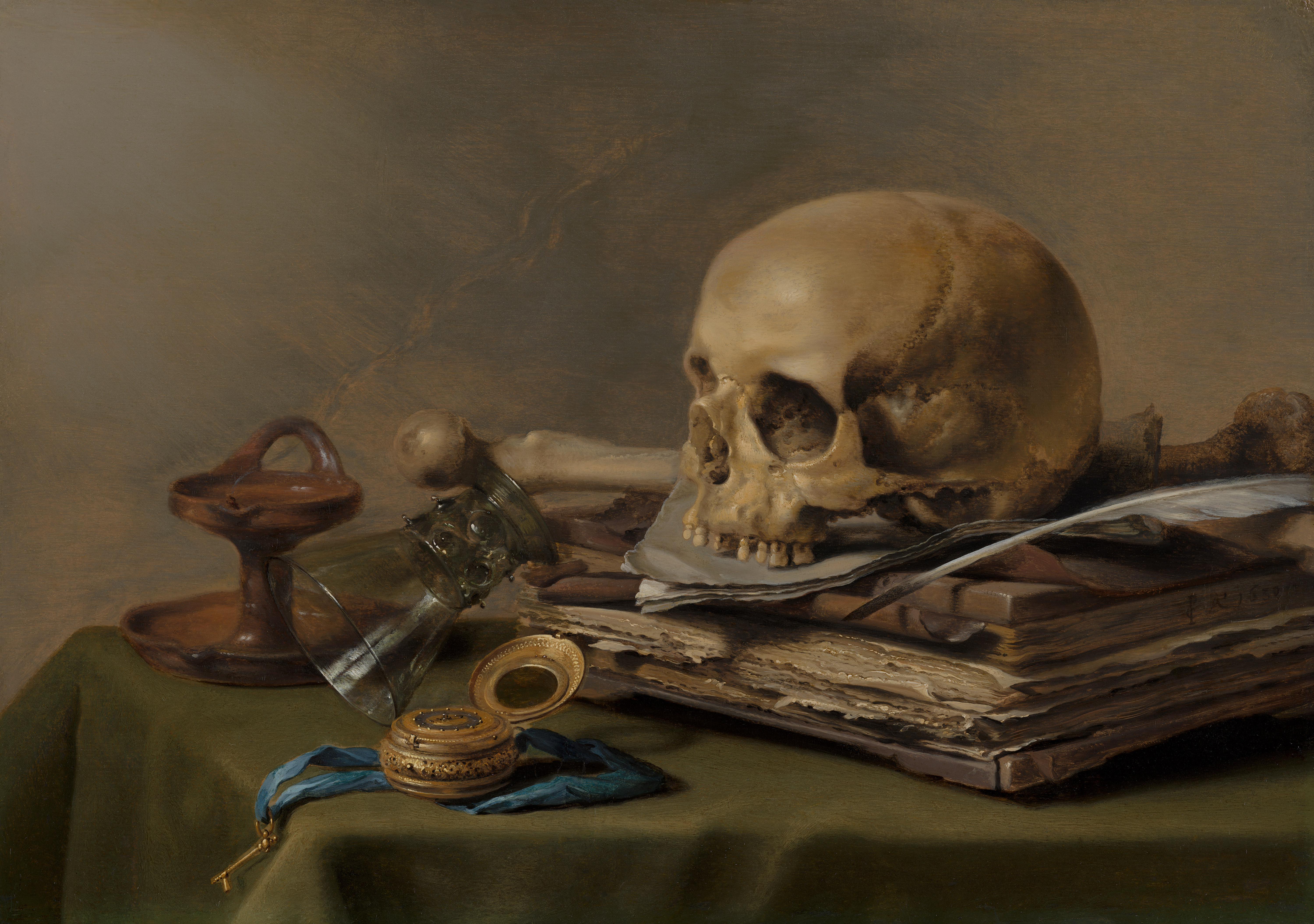
ピーテル・クラースゾーン『ヴァニタスの静物』1630年
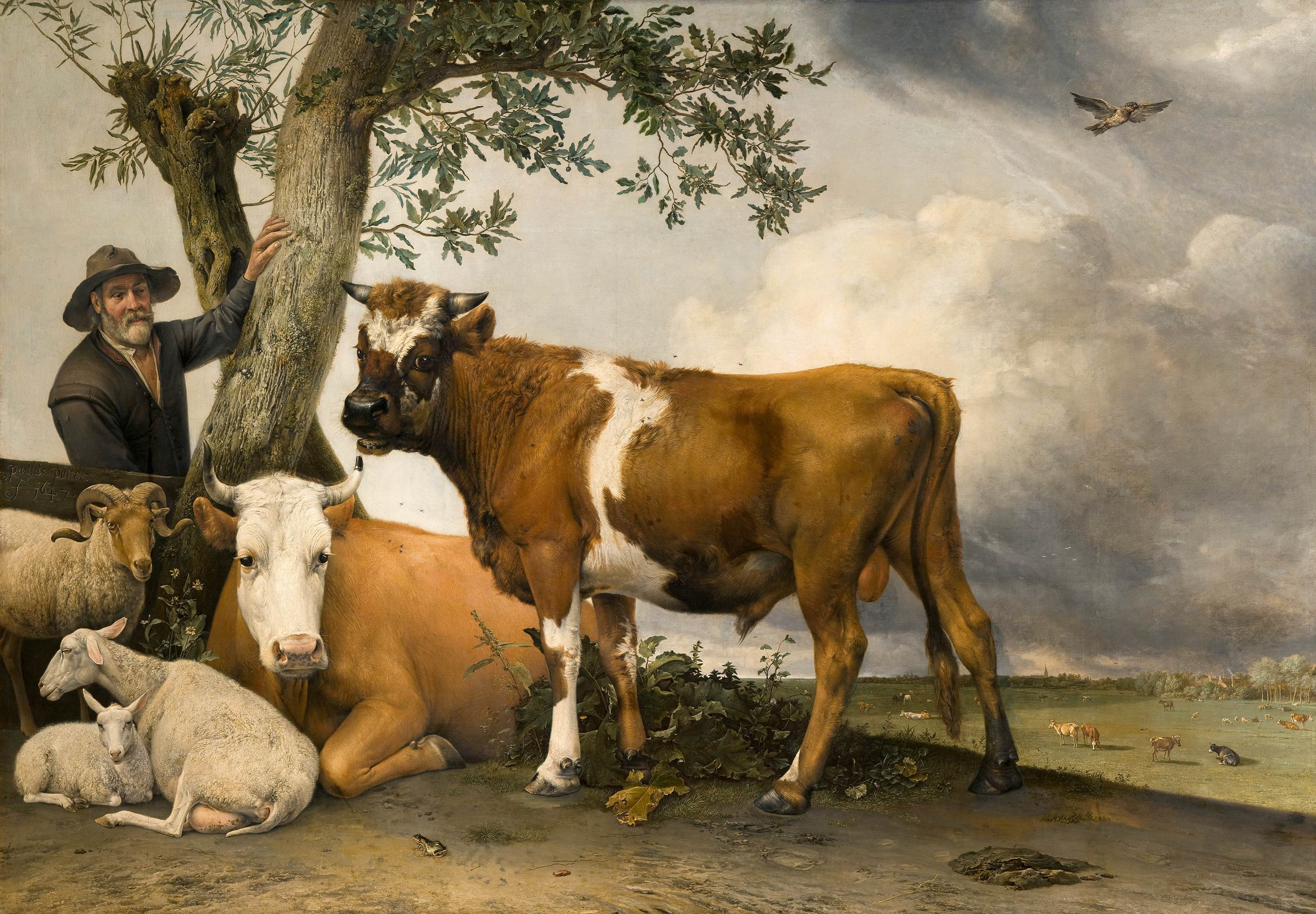
パウルス・ポッテル『若い牡牛』 1647年
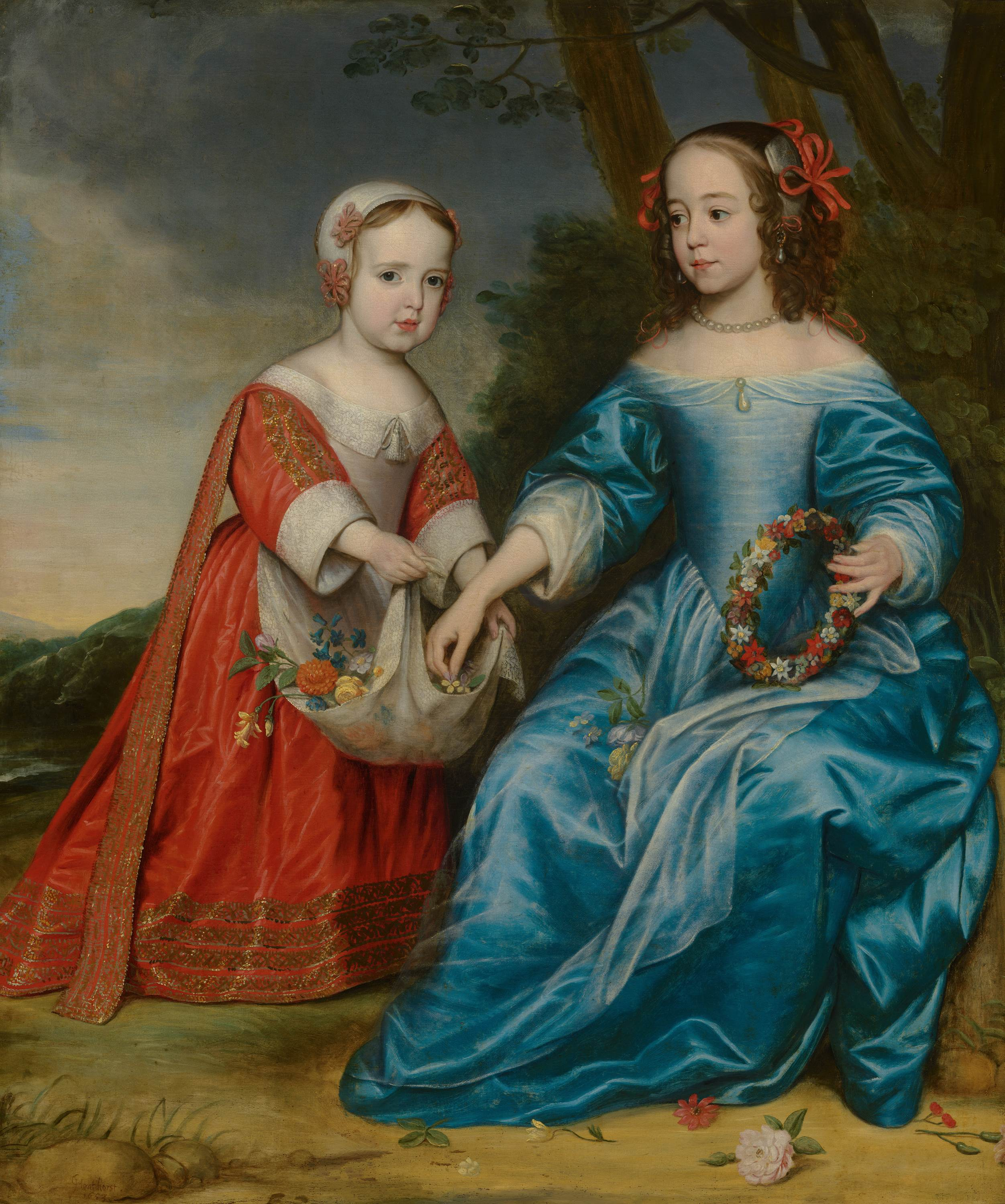
ヘラルト・ファン・ホントホルスト『ウィリアム3世と王妃メアリーの肖像』1653年
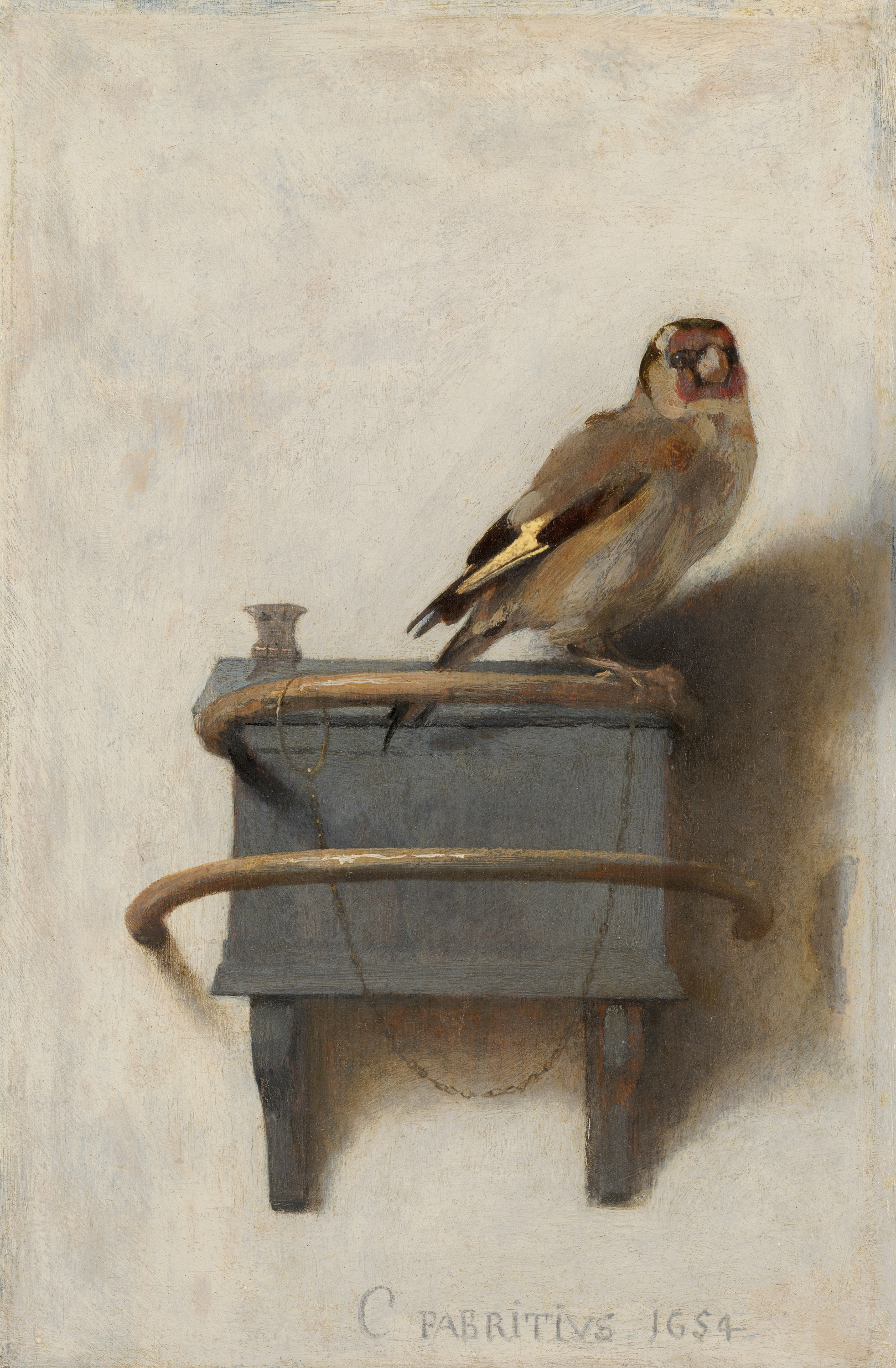
カレル・ファブリティウス 『ゴシキヒワ』1654年
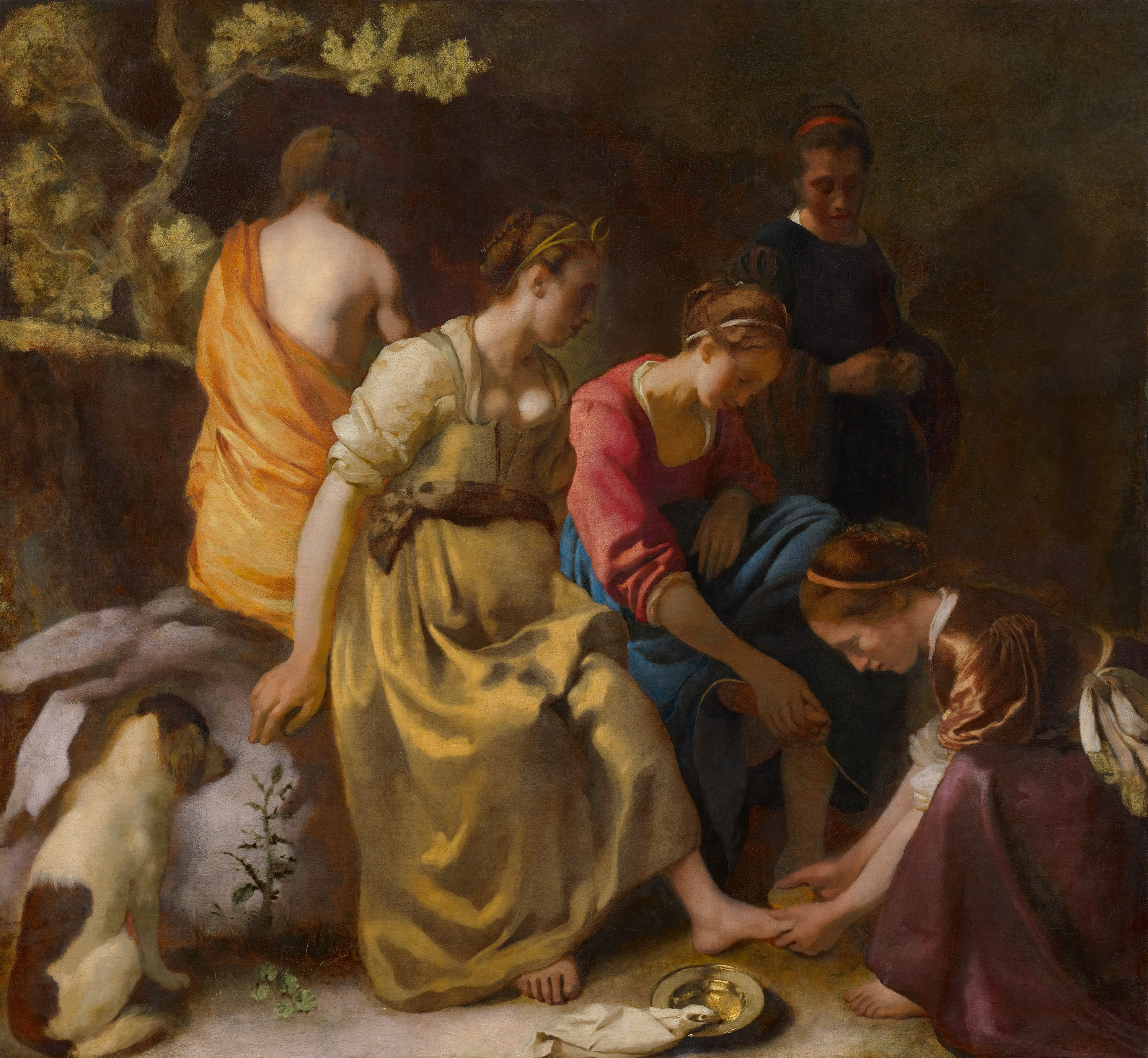
ヨハネス・フェルメール『ディアナとニンフたち』1655年-1656年頃
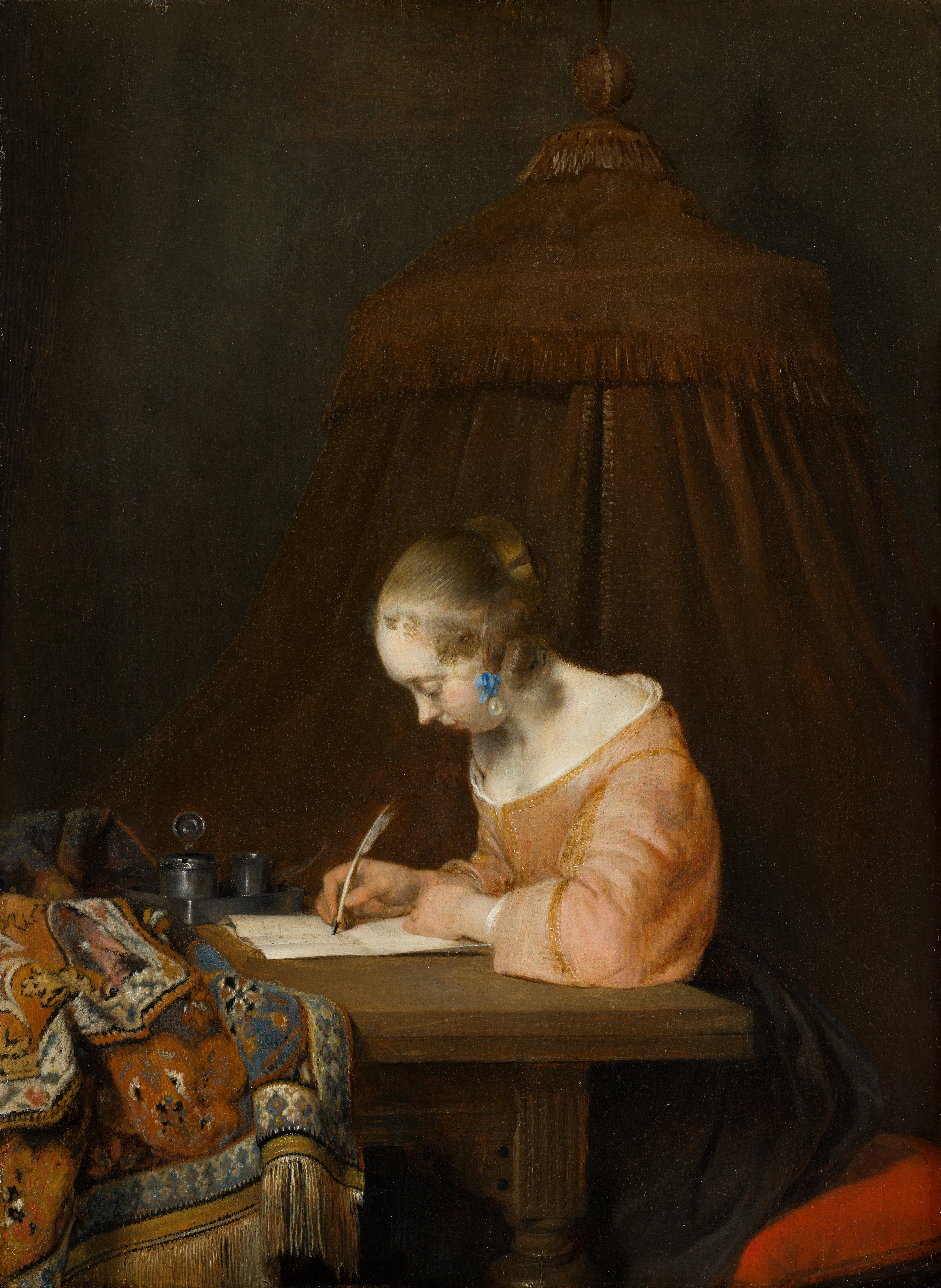
ヘラルト・テル・ボルフ『手紙を書く女』1655年頃
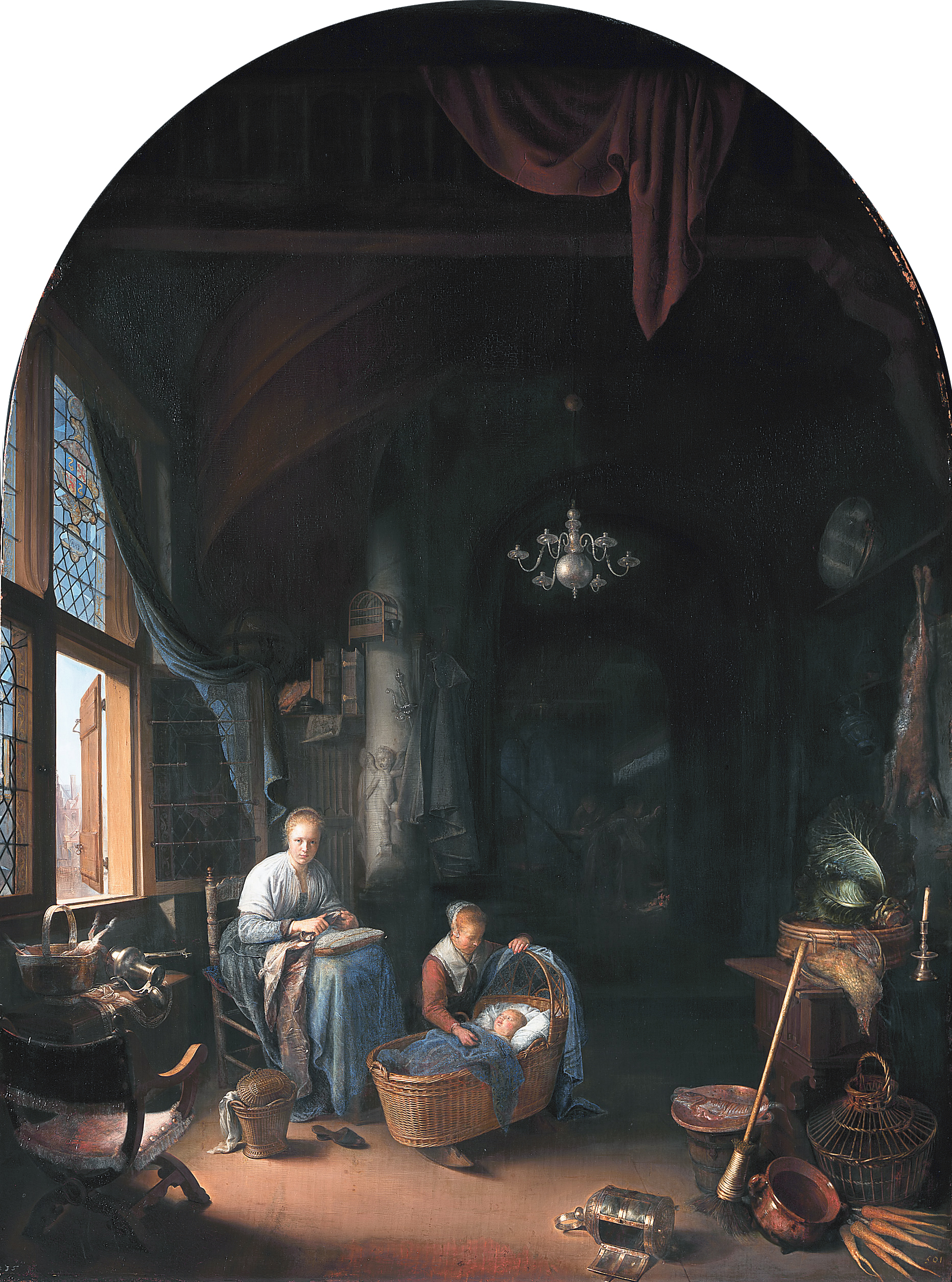
ヘラルト・ドウ『若き母』1658年
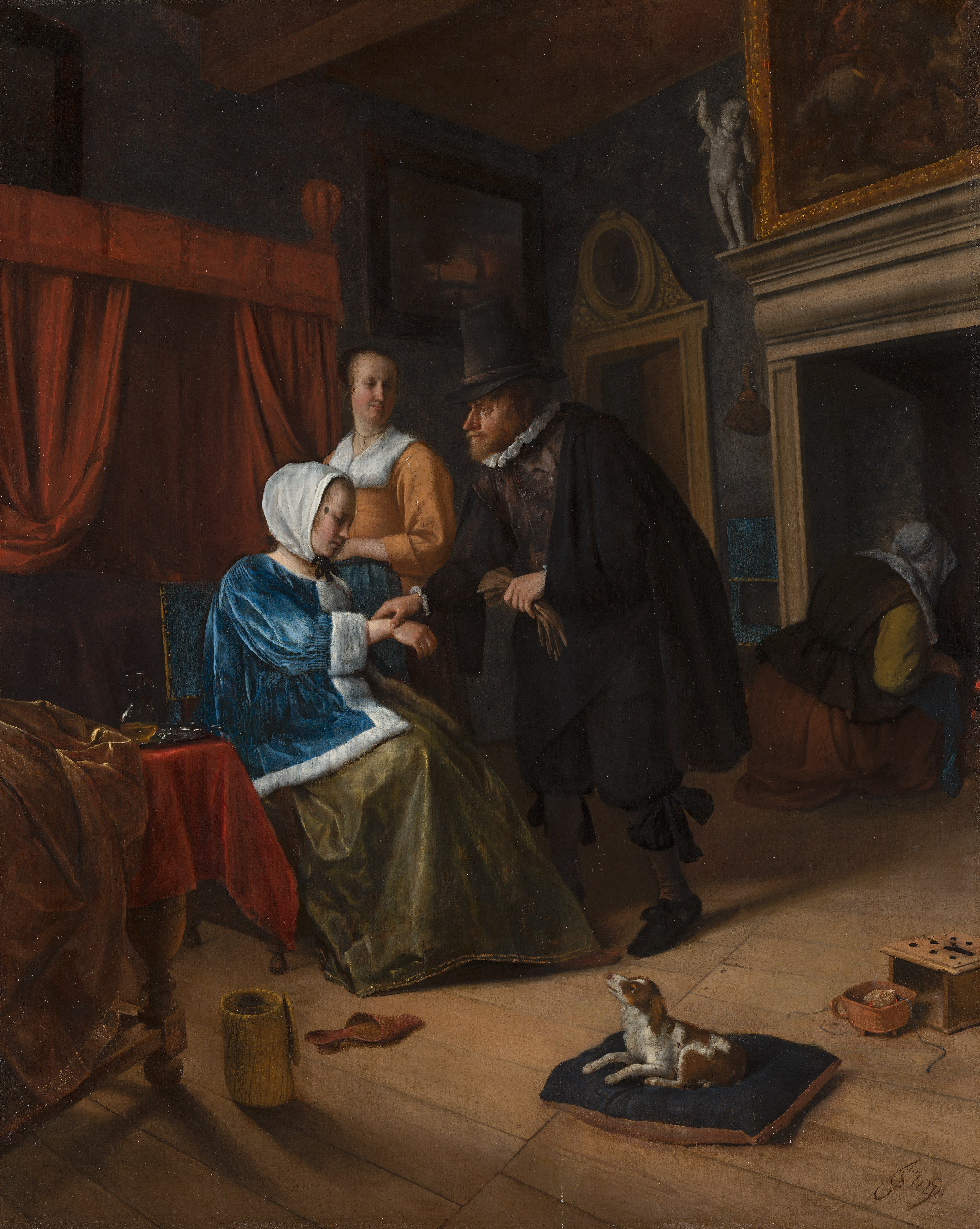
ヤン・ステーン『恋わずらい』1660年-1662年頃
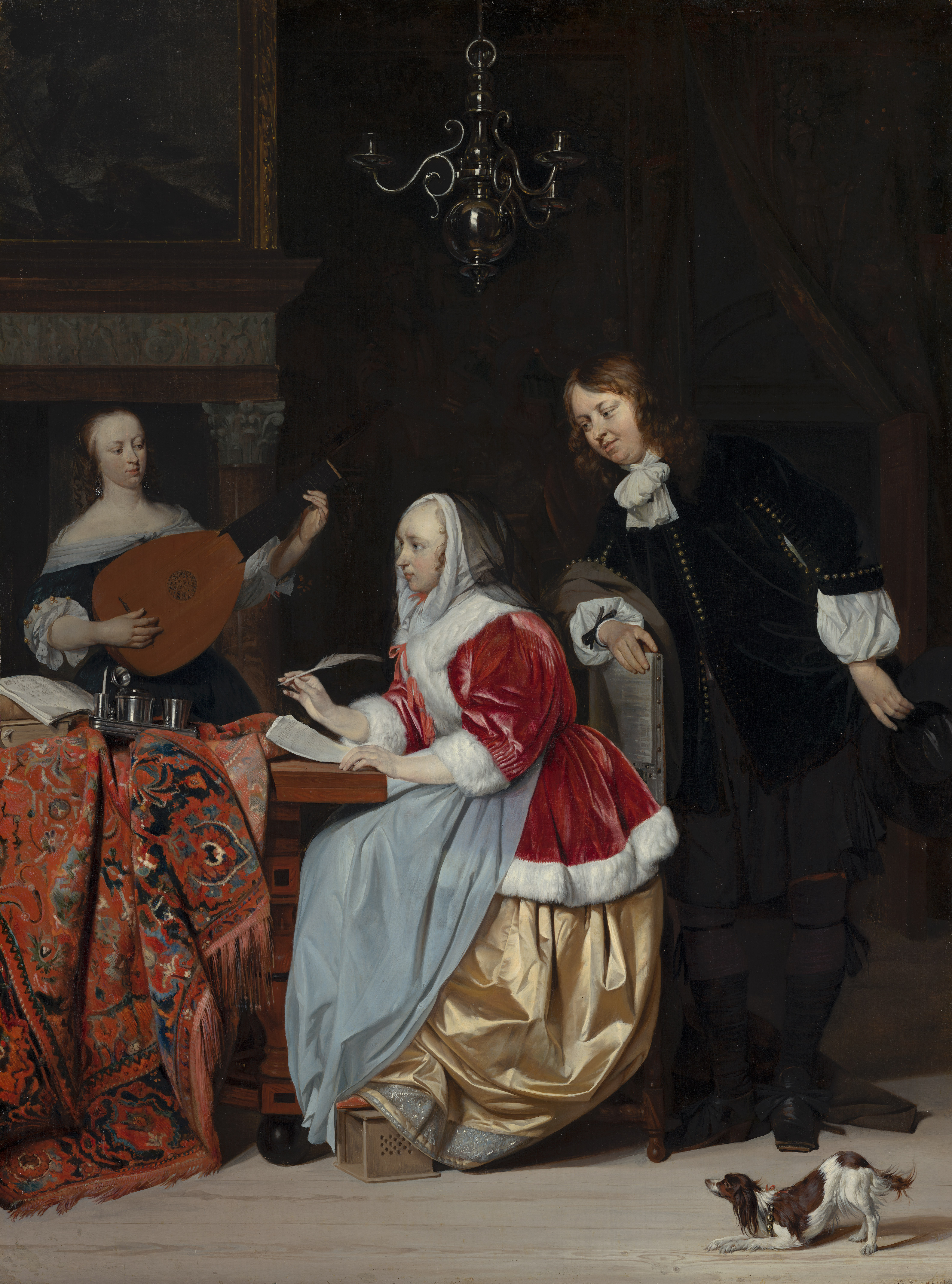
ハブリエル・メツー『作曲をする若い女性』1664年
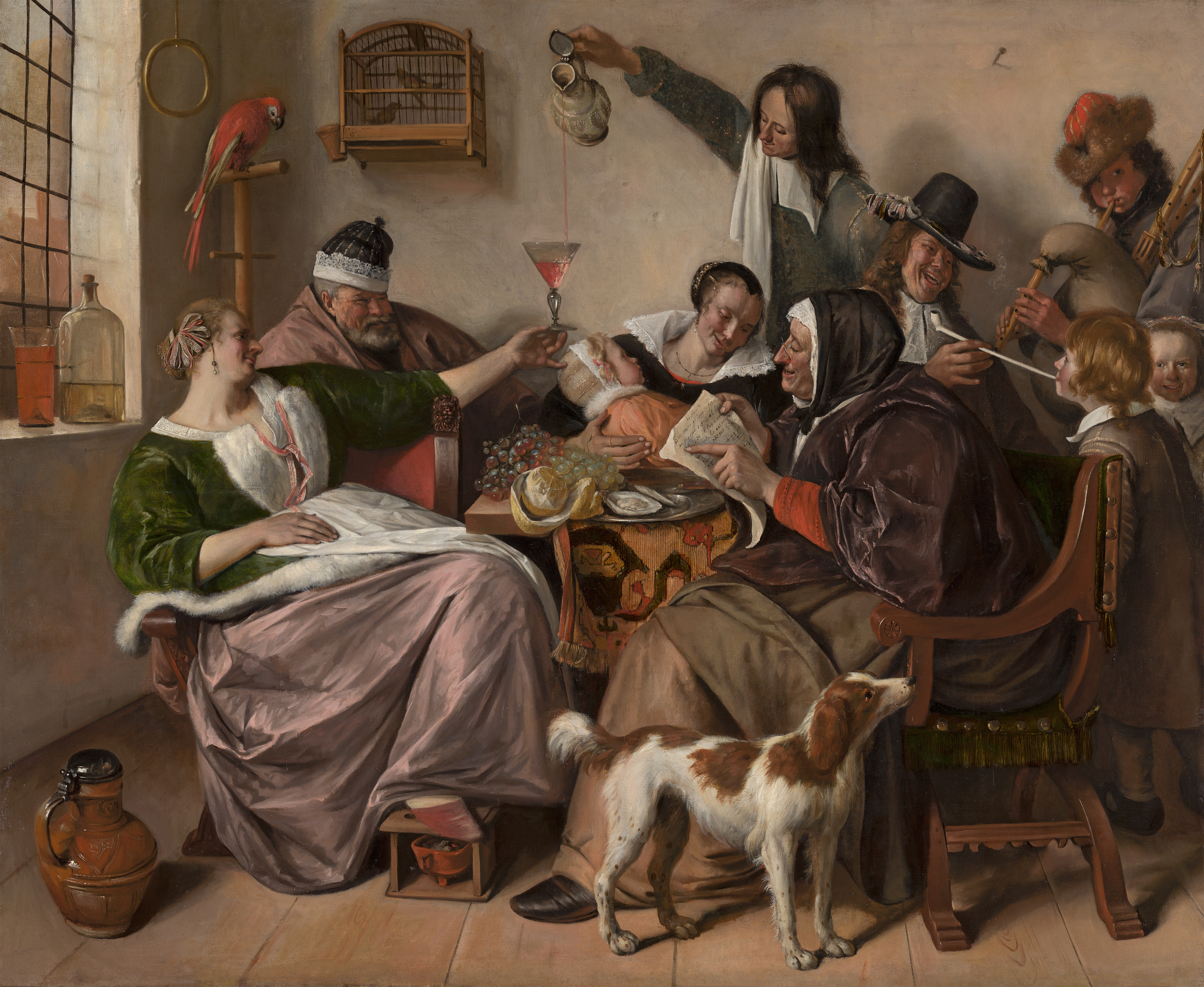
ヤン・ステーン『親に倣って子も歌う』1668年-1670年頃
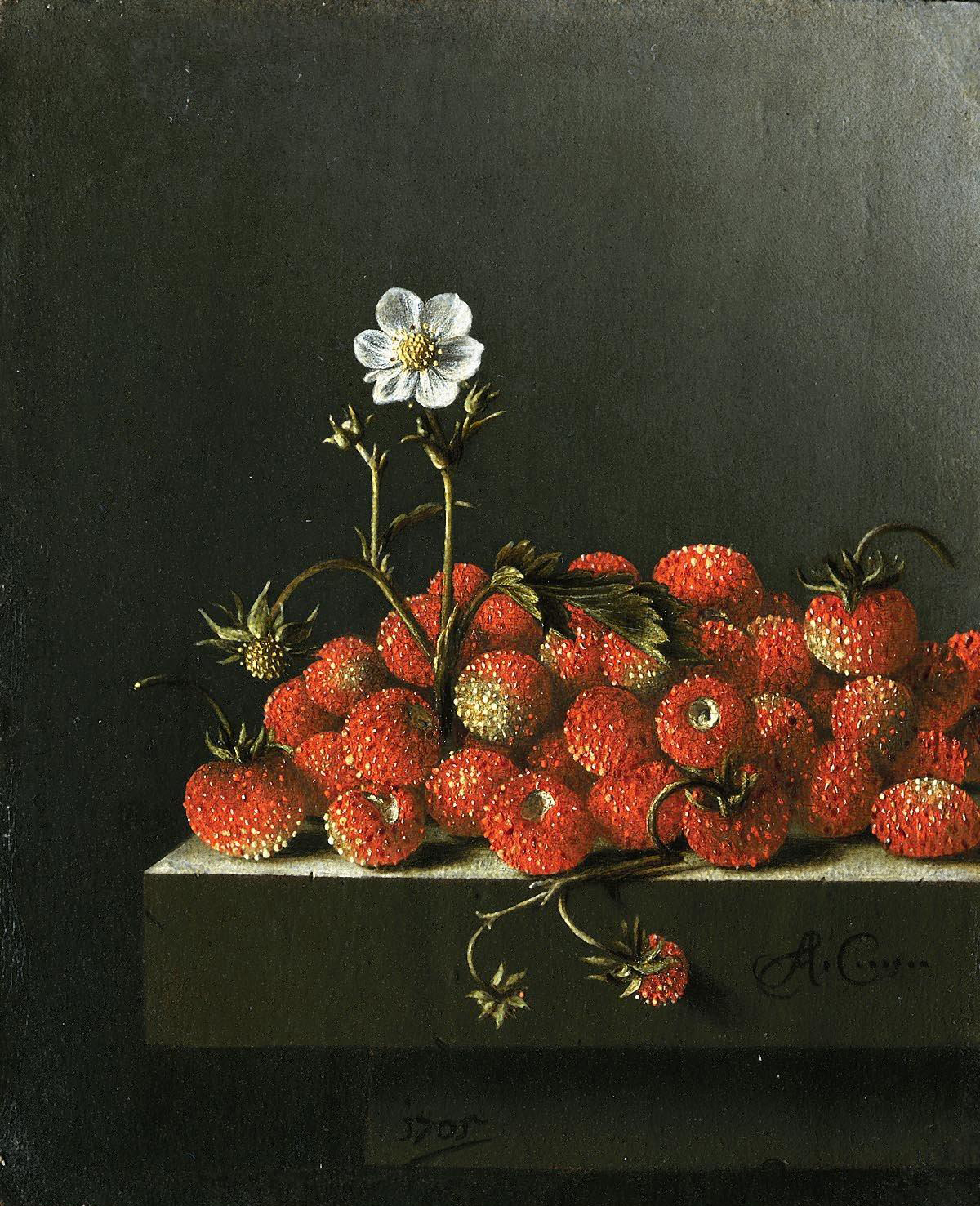
アドリアーン・コールテ『苺のある静物』1665年頃
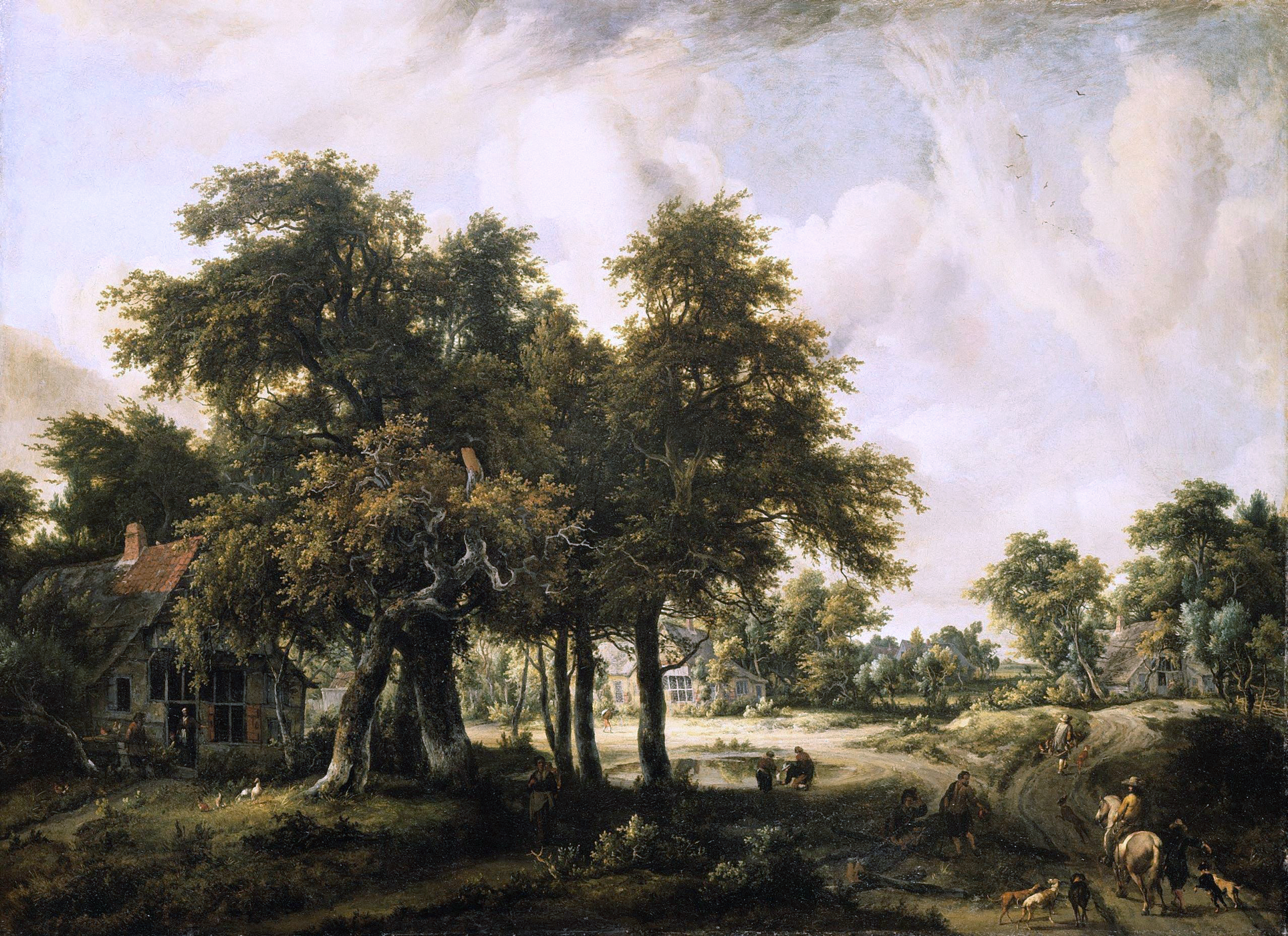
メインデルト・ホッベマ『農家のある森』1665年
ヤーコプ・ファン・ロイスダール『漂白場のあるハールレムの風景』1670年-1675年頃

## 参照
1. ↑  "Dutch Portraits draws 96,000 visitors" (Press release). Mauritshuis. 15 January 2008. 2008年8月8日閲覧。
2. ↑  “The Mauritshuis is turned into a museum”.   Mauritshuis. 2008年8月8日閲覧。
3. ↑  “The building”.   Mauritshuis. 2008年8月8日閲覧。
4. ↑  “The 17th-century interior”.   Mauritshuis. 2011年7月19日時点のオリジナルよりアーカイブ。2008年8月8日閲覧。
5. ↑  “Ambitieuze uitbreiding Collectie blijft te zien in Den Haag”.   Mauritshuis. 2012年8月10日閲覧。
6. ↑  “Mauritshuis aast op De Witte”. Den Haag Centraal. 2007年8月3日閲覧。
7. ↑  “Mauritshuis presenteert voorlopig ontwerp”. Architectuur.org. 2010年7月22日閲覧。
8. ↑  “Mauritshuis vanaf morgen voor twee jaar gesloten”.   Trouw. 2012年4月1日閲覧。
9. ↑  “Mauritshuis wordt nooit een hal”. de Volkskrant. 2010年7月23日閲覧。
10. ↑  “Meesters uit het Mauritshuis”.   Gemeentemuseum. 2012年4月28日閲覧。
11. ↑  『ことりっぷ海外版 ベルギー・オランダ ルクセンブルク』昭文社、2016年、94頁。ISBN 978-4-398-15472-9。